# Плавання на літніх Олімпійських іграх 1920
Змагання з плавання на літніх Олімпійських іграх 1920 в Антверпені тривали з 22 до 29 серпня 1920 року на Stade Nautique d'Antwerp. Розіграно 10 комплектів нагород: 7 серед чоловіків і 3 серед жінок. Змагалося 116 спортсменів з 19-ти країн. В порівнянні з літніми Олімпійськими іграми 1912 в програмі з'явилися змагання на дистанції 300 метрів вільним стилем серед жінок.

## Таблиця медалей
| Місце               | Країна                | Золото | Срібло | Бронза | Загалом |
| ------------------- | --------------------- | ------ | ------ | ------ | ------- |
| 1                   | США (USA)             | 8      | 5      | 3      | 16      |
| 2                   | Швеція (SWE)          | 2      | 2      | 1      | 5       |
| 3                   | Австралія (AUS)       | 0      | 1      | 1      | 2       |
| 3                   | Велика Британія (GBR) | 0      | 1      | 1      | 2       |
| 3                   | Канада (CAN)          | 0      | 1      | 1      | 2       |
| 6                   | Фінляндія (FIN)       | 0      | 0      | 2      | 2       |
| 7                   | Бельгія (BEL)         | 0      | 0      | 1      | 1       |
| Загалом (7 збірних) | Загалом (7 збірних)   | 10     | 10     | 10     | 30      |

## Медальний залік

### Чоловіки
| Дисципліни                      | Золото                                                              | Срібло                                                             | Бронза                                                                      |
| ------------------------------- | ------------------------------------------------------------------- | ------------------------------------------------------------------ | --------------------------------------------------------------------------- |
| 100 м вільним стилем            | Дьюк Каганамоку (USA)                                               | Пуа Кілога (USA)                                                   | Білл Гарріс (USA)                                                           |
| 400 м вільним стилем            | Норман Росс (USA)                                                   | Луді Ленґер (USA)                                                  | Жорж Верно (CAN)                                                            |
| 1500 м вільним стилем           | Норман Росс (USA)                                                   | Жорж Верно (CAN)                                                   | Френк Борепер (AUS)                                                         |
| 100 м на спині                  | Воррен Кілога (USA)                                                 | Рей Кеґеріс (USA)                                                  | Ґерард Бліц (BEL)                                                           |
| 200 м брасом                    | Гокан Мальмрот (SWE)                                                | Тор Геннінґ (SWE)                                                  | Арво Аалтонен (FIN)                                                         |
| 400 м брасом                    | Гокан Мальмрот (SWE)                                                | Тор Геннінґ (SWE)                                                  | Арво Аалтонен (FIN)                                                         |
| Естафета 4×200 м вільним стилем | США (USA) Дьюк Каганамоку Пуа Кілога Перрі Макґілліврей Норман Росс | Австралія (AUS) Френк Борепер Генрі Гей Вільям Гералд Іван Стедмен | Велика Британія (GBR) Геролд Еннісон Едвард Пітер Леслі Севідж Генрі Тейлор |

### Жінки
| Дисципліни                      | Золото                                                              | Срібло                                                                            | Бронза                                                        |
| ------------------------------- | ------------------------------------------------------------------- | --------------------------------------------------------------------------------- | ------------------------------------------------------------- |
| 100 м вільним стилем            | Етелда Блейбтрей (USA)                                              | Ірен Ґест (USA)                                                                   | Френсіс Шрот (USA)                                            |
| 300 м вільним стилем            | Етелда Блейбтрей (USA)                                              | Марґарет Вудбрідж (USA)                                                           | Френсіс Шрот (USA)                                            |
| Естафета 4×100 м вільним стилем | США (USA) Етелда Блейбтрей Ірен Ґест Френсіс Шрот Марґарет Вудбрідж | Велика Британія (GBR) Гілда Джеймс Констанс Джинс Ґрейс Маккензі Шарлотт Редкліфф | Швеція (SWE) Айна Берґ Яне Юллінґ Емілі Махнов Карін Нільссон |

## Країни-учасниці
Змагалися 116 плавців і плавчинь з 19-ти країн:
- Австралія  (6)
- Бельгія  (12)
- Бразилія  (2)
- Канада  (3)
- Чехословаччина  (4)
- Фінляндія  (1)
- Франція  (13)
- Велика Британія  (18)
- Італія  (4)
- Японія  (2)
- Люксембург  (2)
- Нідерланди  (4)
- Нова Зеландія  (1)
- Норвегія  (2)
- ПАР  (1)
- Іспанія  (2)
- Швеція  (13)
- Швейцарія  (4)
- США  (22)